# 1362
| 1362               |
| ------------------ |
| Dødsfald - Fødsler |
| • Begivenheder     |

| Gregoriansk kalender | 1362 MCCCLXII           |
| Ab urbe condita      | 2115                    |
| Armensk kalender     | 811 ԹՎ ՊԺԱ              |
| Kinesiske kalender   | 4058 – 4059 辛丑 – 壬寅 |
| Etiopisk kalender    | 1354 – 1355             |
| Jødisk kalender      | 5122 – 5123             |
| Hindukalendere       |                         |
| - Vikram Samvat      | 1417 – 1418             |
| - Shaka Samvat       | 1284 – 1285             |
| - Kali Yuga          | 4463 – 4464             |
| Iransk kalender      | 740 – 741               |
| Islamisk kalender    | 763 – 764               |

Konge i Danmark: Valdemar 4. Atterdag 1340-1375
Se også 1362 (tal)

## Begivenheder
- 16. januar – Den Store Manddrukning var en stor stormflod i Nordvesteuropa. Det skønnes at 10.000 danskere mistede livet. I hele Nordvesteuropa omkom mere end 200.000 mennesker. Store dele af landet forsvandt i bølgerne.
- 8. juli – Slaget ved Helsingborg udkæmpes mellem Danmark og Hanseforbundet.